# Madeleine Giteau
Madeleine Giteau, né le 7 juin 1918 à Nantes et morte le 25 février 2005 à Chilly-Mazarin, est une enseignante et une historienne des arts de l'Asie du Sud-Est française, membre de l'École française d'Extrême Orient de 1956 à 1981. Elle a passé la majeure partie de sa vie au Cambodge à enseigner. En 1956, elle devient Conservateur du Musée national du Cambodge à Phnom Penh. Puis elle enseigne à la Sorbonne-Nouvelle avant de revenir au Cambodge dans les années 2000 après la vague post-khmers rouges.

## Biographie

### Jeune Années à Nantes
Madeleine Giteau est née le 7 juin 1918 à Nantes et y passe toute son enfance dans une famille de marins originaire du Croisic. Elle reçoit régulièrement des cartes postales qu'envoie son oncle, receveur des Postes à Pnomh Penh.
Après une licence d’histoire et géographie, Madeleine Giteau décroche un diplôme d’études supérieures de géographie, et envisage un moment de tenter l’agrégation. Cependant l'agrégation d'histoire et l'Ecole des Chartes étant, sous Pétain, interdites aux femmes, son destin prend alors un tournant original, à cause de son attrait pour l’Indochine, elle prend la décision de partir au Cambodge en 1946, pour exercer dans un poste de professeur.

## Découverte du Cambodge
Sur le bateau qui l'emmène vers le Cambodge, Madeleine Giteau fait la connaissance de l'ancien conservateur des monuments d'Angkor, Henri Marchal. Alors à la retraite, Henri Marchal sera rappelé, deux ans plus tard, pour procéder à la restauration d'une galerie d'Angkor Vat, l'un des temples les plus majestueux du site d'Angkor à la fois une ville et ensemble de sites sacrés. Avec Henri Marchal, Madeleine Giteau passe son premier mois au Cambodge sous l'atmosphère angkorienne.
Elle enseignera pendant dix ans l’histoire au lycée Sisowath de Phnom Penh, ainsi qu’au lycée Descartes et à l’Institut national d’études juridiques. Passionnée par l’histoire et l’archéologie, fascinée depuis toujours par l’Extrême-Orient et douée pour le dessin, elle s’initie à l’histoire, à l’archéologie et à l’iconographie locales, apprend le cambodgien – puis enseigner l’histoire de l’Asie du Sud-Est et la civilisation cambodgienne.
Lorsqu'elle prend un congé d’un an en France, en 1951, Madeleine Giteau commence des études de sanskrit à l’Institut de civilisation indienne. Elle obtiendra un certificat d’études indiennes (1961) et suivra plus tard, en 1970, des cours de pâli.

## membre de l'EFEO et Conservateur du Musée national du Cambodge à Phnom Penh
Elle devient membre correspondant de l’EFEO en 1952, puis membre permanent en 1956.
De retour à Pnomh Penh, elle doit attendre 1956 et la nomination à l'école française d'Extrême-Orient d'un directeur plus ouvert d'esprit que ses prédécesseurs, pour se voir confier la direction du musée de Pnomh Penh en tant que conservateur du musée national du Cambodge (alors musée Albert-Sarraut) à Phnom Penh poste qu’elle conservera pendant dix ans jusqu'en 1966, durée des accords passés en 1956 avec le gouvernement royal du Cambodge.. Les femmes, à l'époque, ne sont pas considérées comme naturellement candidates à ce type de poste, sauf quand leurs publications savantes sont reconnues, ce qui est le cas de la jeune femme. Madeleine Giteau a 38 ans.
En 1956, parallèlement, Madeleine Giteau publie alors une histoire du Cambodge et durant cette même période qu’elle rédige deux fascicules du catalogue du musée.
À partir de 1963, Madeleine Giteau est chargée de l’organisation du musée du monastère de Vat Po Veal, à Battambang, puis de son musée provincial. Entre 1966 et 1968, elle est chargée des cours sur l’Art khmer  à la faculté d’archéologie de l’université royale des beaux-arts. Parallèlement, elle entreprend des recherches sur le terrain, en particulier un inventaire des richesses artistiques des provinces du Cambodge, portant spécialement sur les sanctuaires modernes possédant des peintures murales. Ses recherches furent interrompues par 'arrivée des Khmers rouges au pouvoir en 1970.
Entre 1956 et 1970, Madeleine Giteau est chargée de missions en Thaïlande, en Indonésie et surtout au Laos avec l’Unesco. En mai 1968, à la demande du roi Savang Vatthana, elle établit un catalogue des collections d’Art bouddhique du palais de Luang Prabang, dont elle fait une publication en parlant du Laos comme pays du million d'éléphants.
En 1966, elle reçoit un diplôme de l’EPHE, sous la direction de Jean Filliozat et André Bareau, notamment grâce à un mémoire sur la consécration des temples bouddhiques au Cambodge. De retour en France en 1970, elle rédige une thèse sur l’iconographie du Cambodge post-angkorien du XVème siècle à nos jours, sous la direction de Claude Paillat et Jean Boisselier.

## Doctorat et Enseignement à la Sorbonne
En mai 1974, elle prend le titre de docteur d’État à l’université Paris-III sorbonne nouvelle et son mémoire et sa thèse sont publiés par l’EFEO. En 1977, elle est promue maître de recherche à l’ÉFEO.
En 1981 elle quitte l'École française d'Extrême-Orient pour occuper la chaire d'histoire et de civilisation d'Asie du Sud et du Sud-Est de l'université Sorbonne-Nouvelle, dont elle demeure professeur émérite après sa prise de retraite en 1985.

## Retour au Cambodge dans les années 2000
Dans les années 1990, elle effectue plusieurs missions au Cambodge à la demande du ministère des affaires étrangères lors de la reprise de contact avec le gouvernement cambodgien puis retourne au Cambodge en 2000 à la demande de la faculté royale d'archéologie de Phnom Penh et elle participe à la création du Musée provincial de Battambang (en).
Madeleine Giteau meurt le 25 février 2005 à l'âge de 86 ans à Chilly Mazarin.

## Publications
- Histoire du Cambodge, Paris, Hattier, 1956
- Guide du Musée national [de Phnom Penh], 2 vol. (1. La sculpture ; 2. Pièces archéologiques et stèles), Phnom Penh, 1960
- Les Khmers : sculptures khmères, reflets de la civilisation d’Angkor, Fribourg, Office du Livre, 1965 [2ème édition Bibliothèque des Arts, Paris, 1972]
- Le bornage rituel des temples bouddhiques au Cambodge, Paris, EFEO (PEFEO, 68), 1969, 153 p.-29 pl.
- Histoire d'Angkor, Paris, PUF, coll. « Que sais-je ? », no 1580, 1974 [réimpr. Paris, Kailash, 1996]
- Iconographie du Cambodge post-angkorien, Paris, EFEO (PEFEO, 100), 1975, 381 p.-88 pl.
- Angkor, un peuple, un art, Fribourg, Office du Livre, 1976
- Regards sur Angkor, Paris, Éditions Chapitre douze, 1994
- (avec Danielle Guéret), L'art khmer, reflet des civilisations d'Angkor, Paris, ASA & Somogy, 1997
- Art et archéologie du Laos, Paris, Picard, 2001

## Sources
- Biographie de Madeleine Giteau sur efeo.fr